# Second Empire Justice
Second Empire Justice è il secondo album studio dei Blitz.

## Tracce
1. Flowers & Fire
2. Underground
3. Acolyte
4. Into the Daylight
5. Telecommunication
6. White Man
7. For You
8. Skin
9. H.M.K. Grey